# RhB Ge 2/4
La Ge 2/4 est une locomotive électrique légère des chemins de fer rhétiques.

## Histoire
En 1913, les RhB mirent en service sept exemplaires de la série, numérotés 201 à 207 pour la ligne Bever–Scuol-Tarasp, en basse-Engadine, nouvellement construite et électrifiée d'origine. Les locomotives de 8,7 m de long avec transmission par bielles pouvaient atteindre 45 km/h et développer une puissance de 228 kW. Elles pesaient 36,7 t. La partie mécanique provient de la SLM Winterthur, et la partie électrique de chez BBC. Un moteur à répulsion fournissait un couple élevé et permettait un fonctionnement sans à-coups.
Entre 1943 et 1946, trois machines furent transformées en locomotives de manœuvres avec cabine centrale, ce qui leur valut le surnom de "fers à repasser". Elles furent renumérotées Ge 2/4 211 à 213, leur masse en ordre de marche passa à 33,0 t et leur vitesse maximale à 55 km/h. Le dernier exemplaire (Ge 2/4 212) fut ultérieurement remis dans son état des années 1940 et offerte au chemin de fer du Kaeserberg, qui l'exposa devant son réseau à Granges-Paccot.
En 1945 et 1946, deux autres locomotives furent transformées : Renumérotées Ge 2/4 221 et 222, elles ne reçurent pas de modifications extérieures, mais leur masse fut réduite à 30,0 t tandis que leur puissance passa à 450 kW et leur vitesse maximale à 55 km/h. Elles participèrent alors à des doubles tractions sur la ligne de l’Albula. La Ge 2/4 222 a été préservée ; elle circule comme machine de musée et est garée à Landquart.
Les deux machines non transformées, les 205 et 207, existent toujours. La n°205 était utilisée jusqu'en 2007 lors de mesures sur les moteurs par les étudiants de l'université de Winterthur. La n°205 devrait entrer au musée du chemin de fer de l'Albula. Le Club 1889 a décidé en avril 2014 de la faire revenir dans les Grisons.
En août 2014, cette locomotive se trouve toujours à l'air libre à Arth-Goldau. La 207, seule de sa série encore en état d'origine, est exposée au Musée suisse des transports à Lucerne.

## Liste des Ge 2/4 des chemins de fer rhétiques
| Numéro | Mise en service | transformation               | Réforme | Préservation                                                                    |
| ------ | --------------- | ---------------------------- | ------- | ------------------------------------------------------------------------------- |
| 201    | 27.12.1912      | 1943 → 213                   | 1992    | Mise à la ferraille après accident                                              |
| 202    | 25.01.1913      | 1943 → 211                   | 2001    | Mise à la ferraille à la suite d'une avarie de transmission                     |
| 203    | 16.04.1913      | 1946 → 221                   | 1998    | Mise à la ferraille                                                             |
| 204    | 26.04.1913      | 1946 → 222                   | --      | Préservée en état de marche (Vmax 30 km/h à cause de problèmes de transmission) |
| 205    | 17.05.1913      | 1928 → Einbau Stirnwandtüren | 1974    | 1974 En état de marche Depuis fin novembre 2007 à Arth-Goldau pour révision.    |
| 206    | 06.06.1913      | 1946 → 212                   | 2006    | 2007 Statique à Fribourg                                                        |
| 207    | 26.06.1913      | -                            | 1974    | 1982 Musée des transports de Lucerne                                            |